# Dimitrios Golemis
Dimitrios (lub Demetrius) P. Golemis (gr. Δημήτριος Γολέμης; ur. 15 listopada 1874 w Leukadzie, zm. 1 stycznia 1941) – grecki biegacz średniodystansowy, uczestnik i medalista I Nowożytnych Igrzysk Olimpijskich.
6 kwietnia Golemis wystartował w biegu eliminacyjnym na dystansie 800 metrów, jego przeciwnikami byli dwaj Francuzi (Lermusiaux i de la Nézière) oraz dwaj rodacy (Fetsis i Tombrof). Grek zajął w biegu drugie miejsce z czasem gorszym od Lermusiauxa o 0,2 sek. i awansował do finału
Następnego dnia, tj. 7 kwietnia odbył się bieg na 1500 metrów. W rywalizacji na tym dystansie ponownie zmierzył się z Lermusiaux’em, Tombrofem i Fetsisem, a także z Blakiem ze Stanów Zjednoczonych, Flackiem z Australii, swoim rodakiem Karakatsanisem, a także Niemcem Galle. Całą czwórka Greków była wyraźnie wolniejsza od przeciwników, a Golemis zajął 6. miejsce.
9 kwietnia odbył się finał biegu na 800 metrów. Przed biegiem okazało się, że z udziału w nim zrezygnował Francuz Lermusiaux, który wolał przygotować się do biegu maratońskiego następnego dnia. W wyścigu o złoto walczyli Flack i Dáni z Węgier. Grek był wyraźnie słabszy i gdy zwycięzca minął linię mety, Golemisowi zostało jeszcze około 100 metrów do pokonania.